# Eosentomidae
Eosentomidae es una familia de Hexapoda en el orden de proturos. A diferencia de los Acerentomidae  los eosentomidos poseen tráqueas.

## Géneros
Los siguientes géneros se encuentran en la familia Eosentomidae.
- Anisentomon Zhang & Yin, 1977
- Eosentomon Berlese, 1908
- Isoentomon Tuxen, 1975
- Madagascarentomon Nosek, 1978
- Neanisentomon Zhang & Yin, 1984
- Osientomon Nakamura, 2010
- Paranisentomon Zhang & Yin, 1984
- Pseudanisentomon Zhang & Yin, 1984
- Styletoentomon Copeland, 1978
- Zhongguohentomon Yin, 1979